# TBS PICTURES

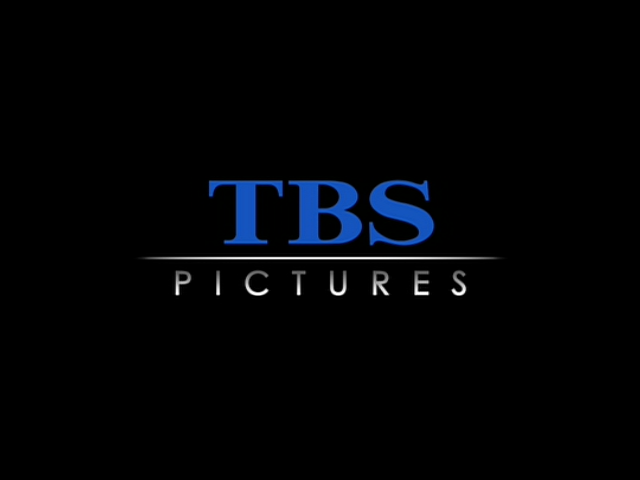
2020年3月まで使用されていたローマン系書体による「TBS PICTURES」のロゴ。2020年4月1日のTBSグループ（東京放送ホールディングス→TBSホールディングス）の新CI導入によるコーポレートロゴ変更に伴って廃止。

TBS PICTURES（ティビーエスピクチャーズ）は、TBSテレビ（TBS）の映画製作レーベルおよびブランドの一つである。

## 製作関与企業

### TBSテレビ製作幹事作品の製作委員会参加局
日本映画は「製作委員会方式」で作られる作品が主流で、TBSが制作・出資に関わる映画は、ジャパン・ニュース・ネットワーク（JNN）の基幹局・毎日放送のほか、以下の同系列局が製作に関与している。また、外部企業は映画配給会社の松竹、東宝、東映、クロックワークス、TBSホールディングス子会社のTBSスパークル、外部企業のC.A.L、ギンビス、電通などがそれぞれ制作委員会に数名のスタッフとともに名を連ねている作品が多い。
| 放送対象地域 | 放送局             | 製作関与作品・備考 |
| ------------ | ------------------ | --- |
| 関東広域圏   | TBSテレビ（TBS）   | JNNキー局・製作幹事 同局の製作作品は後述の年度別作品一覧を参照。 |
| 近畿広域圏   | 毎日放送（MBS）    | JNN準キー局 TBSテレビ製作非関与かつ同局単独での製作参加は劇場版 呪術廻戦 0ほか数本。また、TBSテレビが製作幹事として関与・担当する大半の映画作品にも製作委員会として参加。後述およびCategory:毎日放送製作の映画も参照。 |
| 中京広域圏   | CBCテレビ（CBC）   | TBSテレビが製作幹事として関与・担当する大半の映画作品に製作委員会として参加。 |
| 北海道       | 北海道放送（HBC）  | TBSテレビが製作幹事として関与・担当する大半の映画作品に製作委員会として参加。 |
| 福岡県       | RKB毎日放送（RKB） | TBSテレビが製作幹事として関与・担当する大半の映画作品に製作委員会として参加。 |
| 静岡県       | 静岡放送（SBS）    | 一部を除くTBSテレビ製作作品に製作委員会として参加。 |
| 広島県       | 中国放送（RCC）    | 一部を除くTBSテレビ製作作品に製作委員会として参加。 |
| 沖縄県       | 琉球放送（RBC）    | TBSテレビ製作非関与かつ同局単独での製作参加の作品はないが、『太陽の運命』にTBSテレビと共同で制作に関与。また、一部を除くTBSテレビ製作作品に製作委員会として参加。                                                      |

## オープニングロゴ
TBSが制作・出資・配給に関わる全作品には「TBS PICTURES」の劇場用アニメーションロゴ、『たべっ子どうぶつ THE MOVIE』など一部のアニメーション映画作品は「TBSアニメ」のアニメーションロゴがそれぞれ映画冒頭に流れる。

## 映画作品のテレビ放送・配信
映画公開期間後は一部の作品に限りTBS系列全国ネットにてテレビ放映される。
また、U-NEXTでの配信も実施される。

## 作品履歴

### 1978年
- 水戸黄門

### 1979年
- 衝動殺人 息子よ

### 1980年
- 天平の甍
- 復活の日

### 1986年
- 幕末青春グラフィティ Ronin 坂本竜馬

### 1987年
- 二十四の瞳

### 1988年
- いこかもどろか

### 1990年
- ZIPANG
- 天と地と（日本テレビとの共同製作）

### 1991年
- 仔鹿物語

### 1992年
- 喜多郎の十五少女漂流記
- 奇跡の山 さよなら、名犬平治
- 課長島耕作

### 1993年
- 高校教師

### 1994年
- Jリーグを100倍楽しく見る方法!!

### 1995年
- 1・2の三四郎
- アンネの日記

### 1996年
- 大統領のクリスマスツリー

### 1997年
- 義務と演技

### 1998年
- ウルトラマンティガ&ウルトラマンダイナ 光の星の戦士たち
- 大安に仏滅!?
- アンドロメディア
- スプリガン

### 1999年
- ウルトラマンティガ・ウルトラマンダイナ&ウルトラマンガイア 超時空の大決戦
- ウルトラマンM78劇場 Love & Peace
- 催眠
- 秘密
- カラオケ
- ドリームメーカー
- サラリーマン金太郎

### 2000年
- ウルトラマンティガ THE FINAL ODYSSEY
- はつ恋
- ケイゾク/映画 Beautiful Dreamer
- クロスファイア
- ekiden 駅伝

### 2001年
- ウルトラマンコスモス THE FIRST CONTACT
- 連弾
- 陰陽師

### 2002年
- ウルトラマンコスモス2 THE BLUE PLANET
- 突入せよ! あさま山荘事件
- ピンポン
- 害虫
- 命
- DRIVE
- マッスルヒート

### 2003年
- ウルトラマンコスモスVSウルトラマンジャスティス THE FINAL BATTLE
- 黄泉がえり
- MOON CHILD
- あずみ
- 恋愛寫眞 College of Our Life
- ドラゴンヘッド
- 陰陽師II
- 木更津キャッツアイ 日本シリーズ

### 2004年
- 半落ち
- ゼブラーマン
- APPLESEED
- 世界の中心で、愛をさけぶ
- 下妻物語
- 恋文日和
- 感染
- 予言
- スチームボーイ
- いま、会いにゆきます
- ULTRAMAN

### 2005年
- あずみ2 Death or Love
- 劇場版 鋼の錬金術師 シャンバラを征く者
- 四日間の奇蹟
- 運命じゃない人
- NANA
- この胸いっぱいの愛を
- あらしのよるに

### 2006年
- 輪廻
- 嫌われ松子の一生
- 日本沈没
- 水の花
- 涙そうそう
- 木更津キャッツアイ ワールドシリーズ
- NANA2
- 犬神家の一族

### 2007年
- どろろ 〜DORORO〜
- バッテリー
- そのときは彼によろしく
- 叫
- 憑神
- Life 天国で君に逢えたら
- ベクシル 2077日本鎖国
- 包帯クラブ
- 恋空
- クローズZERO

### 2008年
- チーム・バチスタの栄光
- 映画 クロサギ
- パーク アンド ラブホテル
- 砂時計
- アフタースクール
- 花より男子F
- イキガミ
- 僕の彼女はサイボーグ
- ICHI
- おくりびと
- 私は貝になりたい

### 2009年
- 感染列島
- ジェネラル・ルージュの凱旋
- 余命1ヶ月の花嫁
- ROOKIES -卒業-
- キラー・ヴァージンロード
- 宇宙戦艦ヤマト 復活篇
- レイトン教授と永遠の歌姫

### 2010年
- オーシャンズ
- Fate/stay night -UNLIMITED BLADE WORKS-
- 食堂かたつむり
- ボックス!
- 川の底からこんにちは
- ゼブラーマン -ゼブラシティの逆襲-
- ダーリンは外国人
- 昆虫物語 みつばちハッチ〜勇気のメロディ〜
- ハナミズキ
- 大奥
- 雷桜
- SPACE BATTLESHIP ヤマト

### 2011年
- 犬とあなたの物語 いぬのえいが
- あしたのジョー
- ランウェイ☆ビート
- 鋼の錬金術師 嘆きの丘の聖なる星
- もし高校野球の女子マネージャーがドラッカーの『マネジメント』を読んだら
- 映画けいおん!
- こちら葛飾区亀有公園前派出所 THE MOVIE 〜勝どき橋を封鎖せよ!〜
- アントキノイノチ
- 源氏物語 千年の謎

### 2012年
- 麒麟の翼〜劇場版・新参者〜
- 日本列島 いきものたちの物語
- 映画 桜蘭高校ホスト部
- 劇場版 SPEC〜天〜
- ももへの手紙
- ガール
- のぼうの城
- 天地明察
- 今日、恋をはじめます
- 大奥〜永遠〜［右衛門佐・綱吉篇］
- 青の祓魔師-劇場版-

### 2013年
- コドモ警察
- 劇場版 SPEC〜結〜 漸ノ篇/爻ノ篇
- 図書館戦争
- リアル〜完全なる首長竜の日〜
- 忍たま乱太郎 夏休み宿題大作戦!の段
- おしん
- 劇場版 ATARU THE FIRST LOVE & THE LAST KILL
- 小鳥遊六花・改 〜劇場版 中二病でも恋がしたい!〜

### 2014年
- THE IDOLM@STER MOVIE 輝きの向こう側へ!
- 抱きしめたい -真実の物語-
- 銀の匙 Silver Spoon
- クローズEXPLODE
- たまこラブストーリー
- WOOD JOB!〜神去なあなあ日常〜
- 万能鑑定士Q -モナ・リザの瞳-
- ルパン三世
- ふしぎな岬の物語
- クローバー

### 2015年
- 娚の一生
- 振り子
- 劇場版 境界の彼方 -I'LL BE HERE-
- 映画 ビリギャル
- 予告犯
- S -最後の警官- 奪還 RECOVERY OF OUR FUTURE
- 図書館戦争-THE LAST MISSION-
- 劇場版 MOZU

### 2016年
- シーズンズ 2万年の地球旅行
- エヴェレスト 神々の山嶺
- 64-ロクヨン- 前編/後編

### 2017年
- チア☆ダン〜女子高生がチアダンスで全米制覇しちゃったホントの話〜
- 忍びの国
- ジョジョの奇妙な冒険 ダイヤモンドは砕けない 第一章
- 米軍が最も恐れた男 その名は、カメジロー
- 先生!、、、好きになってもいいですか?
- 8年越しの花嫁 奇跡の実話

### 2018年
- 映画 中二病でも恋がしたい! -Take On Me-
- 祈りの幕が下りる時
- 青夏 きみに恋した30日
- コーヒーが冷めないうちに
- ドキュメンタリー映画 アイドル
- 映画 ドライブヘッド〜トミカハイパーレスキュー 機動救急警察〜
- スマホを落としただけなのに
- ニセコイ

### 2019年
- 七つの会議
- 米軍が最も恐れた男 カメジロー不屈の生涯
- かぐや様は告らせたい〜天才たちの恋愛頭脳戦〜
- 劇場版 新幹線変形ロボ シンカリオン 未来からきた神速のALFA-X

### 2020年
- スマホを落としただけなのに 囚われの殺人鬼
- 三島由紀夫vs東大全共闘〜50年目の真実〜
- 3年目のデビュー
- 糸
- 罪の声

### 2021年
- 樹海村
- ヒノマルソウル〜舞台裏の英雄たち〜
- かぐや様は告らせたい〜天才たちの恋愛頭脳戦〜 ファイナル
- 老後の資金がありません!
- 99.9-刑事専門弁護士-THE MOVIE

### 2022年
- KAPPEI カッペイ
- 映画 五等分の花嫁
- 異動辞令は音楽隊!
- ラーゲリより愛を込めて

### 2023年
- 有り、触れた、未来
- わたしの幸せな結婚
- 劇場版TOKYO MER〜走る緊急救命室〜
- 交換ウソ日記
- 禁じられた遊び

### 2024年
- 映画 マイホームヒーロー
- からかい上手の高木さん
- 九十歳。何がめでたい
- ラストマイル
- 若き見知らぬ者たち
- スマホを落としただけなのに 〜最終章〜 ファイナルハッキングゲーム
- 正体
- 映画 グランメゾン★パリ

### 2025年
- 劇場版 トリリオンゲーム
- 少年と犬
- 太陽の運命（琉球放送との共同制作）
- 片思い世界
- #真相をお話しします
- か「」く「」し「」ご「」と「
- たべっ子どうぶつ THE MOVIE（クロックワークスとの共同配給[4]）
- 劇場版TOKYO MER〜走る緊急救命室〜南海ミッション
- 不思議の国でアリスと -Dive in Wonderland-
- 映画ラストマン -FIRST LOVE-
- 君がトクベツ
- 愚か者の身分
- 平場の月

## TBSテレビ製作非関与かつ系列局による製作作品
前述のTBSホールディングスの関連会社や出資会社、およびJNNの基幹局は、TBSテレビが製作幹事として製作した作品は同局とともに製作委員会の一社として参加している。
その一方で作品によってはTBSテレビが製作幹事としての役割、および製作委員会への参加含め、映画作品全体の製作サイドには一切関与せず、代わりに以下のようにTBSテレビの系列局もしくは基幹局が関与する作品も存在する。

### 静岡放送
- えいがパンパカパンツ バナナン王国の秘宝 - 同局とDLE（ディー・エル・イー）[注 2]による共同制作、両社ともに製作委員会に参加している。

### 毎日放送
- 劇場版 呪術廻戦 0

ほか